# Bøg på muld
Bøgeskove på muldbund er kendetegnet ved, at jordbunden er neutral eller kun ganske svagt sur eller basisk. Det medfører, at jordbunden normalt vil være muld, og at Almindelig Bøg er det dominerende træ. I lysninger, skovbryn eller på steder med en anden jordtype finder man andre træarter som f.eks. Ahorn, Storbladet Elm og Almindelig Ask. I forårstiden er skovbunden fyldt med et tæppe af de nedennævnte urter.
Bøgeskove på muldbund er betegnelsen for en naturtype i Natura 2000-netværket, med nummeret 9130.
Naturtypen omfattes af plantesamfundet Asperulo-fagetum.
De typiske planter på denne naturtype er (når man ser bort fra træerne):
- Almindelig Bingelurt
- Almindelig Guldnælde
- Enblomstret Flitteraks
- Hulrodet Lærkespore
- Hvid Anemone
- Knoldet Brunrod
- Miliegræs
- Rams-Løg
- Skov-Salat
- Skov-Viol
- Skovmærke
- Tandrod